# جوئل پلیس
جوئل پلیس (انگلیسی: Joel Polis؛ زادهٔ ۳ اکتبر ۱۹۵۱) یک بازیگر سینما، و هنرپیشه اهل ایالات متحده آمریکا است.